# Kwai Tau Leng
Kwai Tau Leng (kinesiska: 龜頭嶺, 龟头岭) är ett berg i Hongkong (Kina). Det ligger i den norra delen av Hongkong. Toppen på Kwai Tau Leng är 332 meter över havet.
Terrängen runt Kwai Tau Leng är kuperad åt sydost, men åt nordväst är den platt. Runt Kwai Tau Leng är det mycket tätbefolkat, med 2 521 invånare per kvadratkilometer. Närmaste större samhälle är Tsuen Wan, 17,6 km sydväst om Kwai Tau Leng. I omgivningarna runt Kwai Tau Leng växer i huvudsak städsegrön lövskog.